# Daireaux
Daireaux (pronunciado "deró" en castellano) es una ciudad, cabecera del partido homónimo, en la provincia de Buenos Aires, Argentina.

## Historia
En 1899 se estableció la estación de ferrocarril del Ferrocarril del Sud en terrenos pertenecientes a Emilio Daireaux. En torno a la estación comenzó a desarrollarse el pueblo. En 1902, el italiano Pablo Guglieri se estableció en la zona (entonces ubicada en el partido de Bolívar), comprándole terrenos a Emilio Daireaux. Con los años Guglieri fue adquiriendo más hectáreas en la zona.
Los loteos en torno a la estación de ferrocarril contribuyeron a establecer viviendas y comercios. El desarrollo alcanzado por la ciudad llevó a la demanda de los pobladores de obtener la autonomía de la administración municipal de Bolívar, y por ley 3244 del 5 de julio de 1910, se creó el partido de Caseros (evocando a la batalla del mismo nombre) y se fijó al pueblo surgido en torno a la estación y ya conocido como Daireaux como su cabecera.
En 1970 el partido y la localidad cabecera de Caseros pasaron a llamarse Daireaux, por ley 7613. Al año siguiente, una nueva ley amplió los términos de la anterior, asignando de forma expresa a la cabecera Daireaux el rango de ciudad.
En 1981 se realizó la primera edición de lo que desde entonces es el Festival de la Fortinera Deroense.

## Población
Cuenta con 12,122 habitantes (Indec, 2010), lo que representa un incremento del 10,9 % frente a los 10,932 habitantes (Indec, 2001) del censo anterior.
| Gráfica de evolución demográfica de Daireaux entre 1914 y 2010 |
|                                                                |
| Fuentes: INDEC                                                 |

## Transporte
Los accesos principales a la ciudad son a través de la ruta provincial 65 y la ruta provincial 86. La estación de ferrocarril homónima no presta servicio de pasajeros desde 2012.

## Religión
La localidad pertenece a la arquidiócesis de Bahía Blanca de la Iglesia católica. La parroquia local es San José, cuyas obras finalizaron aproximadamente en 1910.